# Tat'jana Sadovskaja
Tat'jana Kirillovna Sadovskaja (in russo Татьяна Кирилловна Садовская?) (3 aprile 1966) è un'ex schermitrice sovietica, vincitrice di una medaglia di bronzo nella scherma ai giochi olimpici.